# This Is the Last Time
Singles de Keane
Everybody's Changing
(2003) Somewhere Only We Know
(2004)
Pistes de Hopes and Fears
Sunshine On a Day Like Today
This Is the Last Time est une chanson du groupe Keane issue de leur album Hopes and Fears.
Son single est sorti en octobre 2003.